# Tout oublier
Singles de Angèle
Jalousie
(2018) Balance ton quoi
(2019)
Clip vidéo
[vidéo] « Tout oublier », sur YouTube
Tout oublier est une chanson de la chanteuse belge Angèle, en featuring avec son frère aîné Roméo Elvis, sortie le 5 octobre 2018. C'est le cinquième extrait de son premier album Brol.
Elle connait un succès important en France où elle est certifiée single de diamant.
Le clip de Tout oublier obtient plus de 100 millions de vues sur YouTube.

## Clip
Le clip, réalisé par Brice VDH et Léo Walk, a obtenu la Victoire de la création audiovisuelle lors de la cérémonie de 2019.

## Liste de titre
| 1. | Tout oublier | Angèle Van Laeken, Roméo Van Laeken, Tristan Salvati | 3:22 |

## Classements et certifications

### Classements hebdomadaires
| Classement (2018-19)                    | Meilleure position |
| --------------------------------------- | ------------------ |
| Belgique (Flandre Ultratop 50 Singles)  | 6                  |
| Belgique (Flandre Ultratop 50 Airplay)  | 5                  |
| Belgique (Wallonie Ultratop 50 Singles) | 1                  |
| Belgique (Wallonie Ultratop 50 Airplay) | 1                  |
| France (SNEP)                           | 1                  |
| France (SNEP Radio)                     | 1                  |
| France (SNEP Streaming)                 | 1                  |
| France (SNEP Téléchargement)            | 3                  |
| Suisse (Schweizer Hitparade)            | 55                 |
| Suisse (Charts Romandie)                | 3                  |

### Certifications
| Région                                                                                                 | Certification | Ventes/Streams                 |
| --- | ------------- | ------------------------------ |
| Belgique (BEA)                                                                                         | Platine       | -                              |
| France (SNEP)                                                                                          | Diamant       | 50 millions équivalent streams |
| *Ventes selon la certification ^Mise en rayon selon la certification xNon précisé par la certification |               |                                |